# (6657) Otukyo
(6657) Otukyo (1992 WY) – planetoida z pasa głównego asteroid okrążająca Słońce w ciągu 3,44 lat w średniej odległości 2,28 j.a. Odkryta 17 listopada 1992 roku.